# Olimpiadi degli scacchi del 1968
Le Olimpiadi degli scacchi del 1968 furono la diciottesima edizione ufficiale della competizione. Si svolsero a Lugano, in Svizzera, dal 17 ottobre al 7 novembre; l'unico torneo previsto era quello open, giocato su quattro scacchiere.

## Torneo
314 giocatori di 53 nazioni diverse parteciparono al torneo, le squadre furono divise, come nelle ultime due edizioni, in sette gironi, e in seguito in quattro diverse finali con 14 (finali A, B, C) e 11 partecipanti (finale D). Venne tuttavia introdotto una modifica nel regolamento: le squadre non rigiocarono nella seconda fase le partite già disputate nella prima, ma i risultati del girone iniziale furono portati nella finale.
Una polemica coinvolse prima dell'inizio delle gare la squadra statunitense e gli organizzatori: Fischer chiese infatti di giocare le proprie partite in una sala privata a causa dell'illuminazione della sala del torneo. Questa richiesta non venne accolta, e Fischer si ritirò dalle Olimpiadi; il suo posto venne preso da Donald Byrne.

### Prima fase
Nella tabella seguente sono elencati i gruppi in cui vennero divise le squadre. In grassetto e corsivo sono evidenziate le qualificate alla finale A, in solo grassetto le qualificate alla finale B e in solo corsivo le qualificate alla finale C.
| Gruppo 1 | Cipro           | Filippine      | Inghilterra    | Israele | Italia                  | Messico     | Portogallo | Unione Sovietica |
| Gruppo 2 | Australia       | Austria        | Danimarca      | Francia | Mongolia                | Stati Uniti | Venezuela  |                  |
| Gruppo 3 | Rep. Dominicana | Jugoslavia     | Lussemburgo    | Polonia | Scozia                  | Spagna      | Sudafrica  |                  |
| Gruppo 4 | Belgio          | Canada         | Costa Rica     | Irlanda | Monaco                  | Paesi Bassi | Paraguay   | Ungheria         |
| Gruppo 5 | Brasile         | Germania Ovest | Hong Kong      | Libano  | Norvegia                | Porto Rico  | Romania    | Svizzera         |
| Gruppo 6 | Argentina       | Germania Est   | Finlandia      | Grecia  | Isole Vergini Americane | Marocco     | Svezia     |                  |
| Gruppo 7 | Andorra         | Bulgaria       | Cecoslovacchia | Cuba    | Islanda                 | Singapore   | Tunisia    | Turchia          |

Nel primo gruppo, dopo l'Unione Sovietica (i cui giocatori vinsero tutte le 28 partite eccetto due), le Filippine si qualificarono inaspettatamente per la finale A battendo l'Inghilterra per 2,5-1,5 all'ultimo turno. Nel girone 2, la Mongolia perse la possibilità di togliere la finale principale agli Stati Uniti perdendo 3-1 contro l'Austria al penultimo turno; nel terzo gruppo, la Polonia si qualificò a spese della Spagna, che batterono per 2,5-1,5. Nel quarto raggruppamento, i Paesi Bassi non riuscì a superare Canada e Ungheria, a causa di due sconfitte contro Paraguay e Monaco.
Romania e Germania Ovest si qualificarono, secondo le previsioni, dal gruppo 5, così come Argentina e Germania Est dal sesto gruppo. Nell'ultimo girone, l'Islanda arrivò terza dopo aver perso 3-1 con la Bulgaria, mentre Andorra, senza ottenere neanche un punto, arrivò ultima.

### Seconda fase
La seconda fase, iniziata il 26 ottobre, vide una netta vittoria dell'Unione Sovietica, che guadagnarono la medaglia d'oro con due turni di anticipo. Nella corsa per il secondo posto, la Polonia si mise in luce all'inizio battendo la Cecoslovacchia, ma in seguito venne sconfitta dalla Bulgaria e dai sovietici (4-0). Gli stessi bulgari, insieme agli Stati Uniti,  e alla Jugoslavia, combatterono per l'argento: questi ultimi arrivarono secondi, mentre gli americani venivano battuti all'ultimo turno dalla Germania Est e superati dai bulgari, che lascirono solo mezzo punto alle Filippine, vincendo il bronzo.

### Risultati assoluti
| Pos.     | Squadra          | Scacchiere            | Scacchiere            | Scacchiere               | Scacchiere          | Scacchiere              | Scacchiere         | Punti    |
| Pos.     | Squadra          | Prima                 | Seconda               | Terza                    | Quarta              | Quinta (1ª riserva)     | Sesta (2ª riserva) | Punti    |
| Finale A | Finale A         | Finale A              | Finale A              | Finale A                 | Finale A            | Finale A                | Finale A           | Finale A |
| -------- | ---------------- | --------------------- | --------------------- | ------------------------ | ------------------- | ----------------------- | ------------------ | -------- |
|          | Unione Sovietica | GM Tigran Petrosyan   | GM Boris Spasskij     | GM Viktor Korčnoj        | GM Juchym Heller    | GM Leŭ Paluhaeŭsky      | GM Vasilij Smyslov | 39,5     |
|          | Jugoslavia       | GM Svetozar Gligorić  | GM Borislav Ivkov     | GM Aleksandar Matanović  | GM Milan Matulović  | GM Bruno Parma          | GM Dragoljub Čirić | 31       |
|          | Bulgaria         | GM Milko Bobocov      | GM Georgi Tringov     | GM Nikola Pădevski       | MI Atanas Kolarov   | MI Ivan Radulov         | MI Peicho Peev     | 30       |
| 4        | Stati Uniti      | GM Samuel Reshevsky   | GM Larry Evans        | GM Pál Benkő             | GM Robert Byrne     | GM William Lombardy     | MI Donald Byrne    | 29,5     |
| 5        | Germania Ovest   | GM Wolfgang Unzicker  | GM Lothar Schmidt     | GM Klaus Darga           | MI Helmut Pfleger   | Robert Hübner           | Hans-Joachim Hecht | 29       |
| 6        | Ungheria         | GM Lajos Portisch     | GM László Szabó       | GM István Bilek          | GM Levente Lengyel  | Gm Gedeon Barcza        | MI István Csom     | 27,5     |
| 7        | Argentina        | GM Miguel Najdorf     | GM Oscar Panno        | MI Raúl Sanguineti       | GM Héctor Rossetto  | Jorge Alberto Rubinetti | MI Raimundo García | 26       |
| 8        | Romania          | GM Florin Gheorghiu   | MI Victor Ciocâltea   | MI Theodor Ghiţescu      | MI Dolfi Drimer     | MI Bela Soós            | Emil Ungureanu     | 26       |
| Finale B |                  |                       |                       |                          |                     |                         |                    |          |
| 15       | Paesi Bassi      | GM Jan Donner         | MI Hans Ree           | MI Christian Langeweg    | MI Hans Bouwmeester | MI Franciscus Kuijpers  | MI Lodewijk Prins  | 33,5     |
| 16       | Inghilterra      | MI Jonathan Penrose   | MI Čeněk Kottnauer    | Peter Clarke             | Raymond Keene       | Peter Lee               | Micheal Basman     | 33       |
| 17       | Austria          | MI Andreas Dückstein  | Alexander Prameshuber | Franz Stoppel            | Karl Janetschek     | Anton Kinzel            | Horst Niedermayer  | 30,5     |
| Finale C |                  |                       |                       |                          |                     |                         |                    |          |
| 29       | Australia        | Douglas Hamilton      | Maxwell Fuller        | Gregory Simon Koshnitsky | Alfred Flatow       | Phillip Viner           | Terrey Shaw        | 38       |
| 30       | Norvegia         | MI Svein Johannessen  | Ragnar Joen           | Paul Svedenborg          | Arne Zwaig          | Terje Wibe              | Daan De Lange      | 36       |
| 31       | Italia           | MI Alberto Giustolisi | Guido Cappello        | Alvise Zichichi          | Giuseppe Primavera  | Antonio Magrin          | Elio Romani        | 31,5     |
| Finale D |                  |                       |                       |                          |                     |                         |                    |          |
| 43       | Singapore        | Tan Lian Ann          | Lim Kok Ann           | Tan Lian Seng            | Giam Choo Kwee      | Lee Chee Seng           | Choong Liong On    | 32       |
| 44       | Francia          | César Boutteville     | Jean-Claude Letzelter | Bernard Huguet           | Claude Jean         | André Thiellement       | Roger Ferry        | 30       |
| 45       | Paraguay         | Raúl Silva            | Eleuterio Recalde     | Victorio Riego Prieto    | Juan Gonzáles       | Ronaldo Cantero         | Mauricio Levy      | 27,5     |

### Risultati individuali
Furono assegnate medaglie ai giocatori di ogni scacchiera con le tre migliori percentuali di punti per partita.
|                                | Giocatore         | Punti            | Partite          | %                |
| Prima scacchiera               | Prima scacchiera  | Prima scacchiera | Prima scacchiera | Prima scacchiera |
| ------------------------------ | ----------------- | ---------------- | ---------------- | ---------------- |
|                                | Tigran Petrosyan  | 10,5             | 12               | 87,5             |
|                                | Inghilterra       | 12,5             | 15               | 83,3             |
|                                | Svein Johannessen | 10               | 13               | 76,9             |
| Seconda scacchiera             |                   |                  |                  |                  |
|                                | Georgi Tringov    | 11               | 14               | 78,6             |
|                                | Lothar Schmidt    | 9                | 12               | 75,0             |
|                                | Boris Spasskij    | 10               | 14               | 71,4             |
| Terza scacchiera               |                   |                  |                  |                  |
|                                | Viktor Korčnoj    | 11               | 13               | 84,6             |
|                                | Yair Kraidman     | 11               | 14               | 78,6             |
|                                | Bernard Huguet    | 10               | 13               | 76,9             |
| Quarta scacchiera              |                   |                  |                  |                  |
|                                | Shimon Kagan      | 10,5             | 13               | 80,8             |
|                                | Juchym Heller     | 9,5              | 12               | 79,2             |
|                                | Raymond Keene     | 13               | 17               | 76,5             |
| Quinta scacchiera (1ª riserva) |                   |                  |                  |                  |
|                                | Glicerio Badilles | 11,5             | 14               | 82,1             |
|                                | Leŭ Paluhaeŭski   | 10,5             | 13               | 80,8             |
|                                | Gedeon Barcza     | 10,5             | 14               | 75,0             |
|                                | Ivan Radulov      | 10,5             | 14               | 75,0             |
|                                | Heinz Liebert     | 9                | 12               | 75,0             |
| Sesta scacchiera (2ª riserva)  |                   |                  |                  |                  |
|                                | Vasilij Smyslov   | 11               | 12               | 91,7             |
|                                | Terrey Shaw       | 12               | 14               | 85,7             |
|                                | Donald Byrne      | 9                | 12               | 75,0             |
|                                | Lodewijk Prins    | 9                | 12               | 75,0             |

#### Medaglie individuali per nazione
| Nazione          |   |   |   | Totali |
| ---------------- | - | - | - | ------ |
| Unione Sovietica | 3 | 2 | 1 | 6      |
| Israele          | 1 | 1 | 0 | 2      |
| Bulgaria         | 1 | 0 | 1 | 2      |
| Hong Kong        | 1 | 0 | 0 | 1      |
| Inghilterra      | 0 | 1 | 1 | 2      |
| Germania Ovest   | 0 | 1 | 0 | 1      |
| Australia        | 0 | 1 | 0 | 1      |
| Norvegia         | 0 | 0 | 1 | 1      |
| Francia          | 0 | 0 | 1 | 1      |
| Ungheria         | 0 | 0 | 1 | 1      |
| Germania Est     | 0 | 0 | 1 | 1      |
| Stati Uniti      | 0 | 0 | 1 | 1      |
| Paesi Bassi      | 0 | 0 | 1 | 1      |